# Torneo Apertura LNF 2024
El Torneo Apertura 2024 de la 'Liga Nacional Femenina' es la decimotercera edición del torneo de Baloncesto Femenino Chileno. el Campeonato iniciara el 13 de abril de 2024, y se extenderá hasta el mes de julio.
La presente edición será la primera bajo la nueva división de categorías del básquetbol femenino, siendo la misma la Primera División, que estará conformada por 12 equipos.
Sportiva Italiana se coronó nuevamente campeón, logrando su sexto título y quinto de forma consecutiva.

## Sistema de Campeonato

### Fase Zonal
Los 12 equipos participantes fueron divididos en 2 grupos según ubicación geográfica, jugando en la modalidad de todos contra todos en dos ruedas. los equipos que finalicen en las 4 primeros puesto de cada grupo clasificar a play-offs. 

### Play-offs
Los 8 equipos, jugarán los play-off en una etapa que se definiría en series/cruces al mejor de tres enfrentamientos. Se jugaría en la condición local, visita y local en caso de ser necesario

### Final
Los ganadores de cada serie accederán al cuadrangular final. Esta instancia, se jugara en una sede única, en el formato de todos contra todos a lo largo de tres fechas.

## Equipos participantes

### Información
|  |

| Equipo                                          | Región                            | Comuna o ciudad |
| ----------------------------------------------- | --------------------------------- | --------------- |
| Gimnástico Viña del mar                         | Valparaíso                        | Viña del Mar    |
| Colegio Los Leones                              | Valparaíso                        | Quilpué         |
| Sportiva Italiana                               | Valparaíso                        | Valparaíso      |
| Universidad de Chile                            | Metropolitana                     | Ñuñoa           |
| Sergio Ceppi                                    | Metropolitana                     | Cisterna        |
| Municipal Puente Alto                           | Metropolitana                     | Puente Alto     |
| Universidad de Concepción                       | Biobío                            | Concepción      |
| Universidad Católica de la Santísima Concepción | Biobío                            | Concepción      |
| Universidad de La Frontera                      | Araucanía                         | Temuco          |
| Escuela Paillaco                                | Los Ríos                          | Paillaco        |
| CEB Puerto Montt                                | Los Lagos                         | Puerto Montt    |
| Español de Punta Arenas                         | Magallanes y la Antártica Chilena | Punta Arenas    |

| Municipal Puente Alto Universidad de Chile Sergio Ceppi \| Sportiva Italiana Colegio Los Leones Gimnástico de Viña del Mar \| |
| Sportiva Italiana Colegio Los Leones Gimnástico de Viña del Mar                                                               |

| Sportiva Italiana Colegio Los Leones Gimnástico de Viña del Mar |

### Grupo Centro
| Equipo                     | Ciudad                 | Entrenador       | Gimnasio                    | Capacidad | Marca       |
| -------------------------- | ---------------------- | ---------------- | --------------------------- | --------- | ----------- |
| Sportiva Italiana          | Valparaiso             | Bandera de Chile | Fortín Prat                 | 3.000     |             |
| Colegio Los Leones         | Quilpué                |                  | Gimnasio Colegio Los Leones | 800       | Zeussportzs |
| Gimnástica de Viña del Mar | Viña del Mar           |                  | Fortín Prat                 | 3.000     |             |
| Universidad de Chile       | Santiago (Ñuñoa)       |                  | Gimnasio CEO 2              |           | Playoff     |
| Sergio Ceppi               | Santiago (La Cisterna) |                  | Gimnasio Sergio Ceppi       |           | Real Sport  |
| Municipal Puente Alto      | Santiago (Puente Alto) |                  | Municipal Irene Velásquez   | 3.000     |             |

### Grupo Sur
| Equipo                     | Ciudad       | Entrenador       | Gimnasio               | Capacidad | Marca |
| -------------------------- | ------------ | ---------------- | ---------------------- | --------- | ----- |
| Universidad de Concepción  | Concepción   | Bandera de Chile | Casa del Deporte       |           |       |
| Universidad de la Frontera | Temuco       |                  | Gimnasio Olímpico UFRO |           |       |
| Club deportivo UCSC        | Concepción   |                  | Gimnasio UCSC          |           |       |
| Escuela Alemana Paillaco   | Paillaco     |                  |                        |           |       |
| CEB Puerto Montt           | Puerto Montt |                  | Gimnasio Municipal     |           |       |
| Español de Punta Arenas    | Punta Arenas |                  |                        |           |       |

## Tabla de posiciones

### Grupo Centro
| Pos | Equipo                     | PTOS | PJ | PG | PP | DIF  |
| --- | -------------------------- | ---- | -- | -- | -- | ---- |
| 1.  | Sportiva Italiana          | 18   | 10 | 8  | 2  | 84   |
| 2.  | Universidad de Chile       | 18   | 10 | 8  | 2  | 173  |
| 3.  | Colegio Los Leones         | 17   | 10 | 7  | 3  | 117  |
| 4.  | Sergio Ceppi               | 16   | 10 | 6  | 4  | -118 |
| 5.  | Municipal Puente Alto      | 13   | 10 | 3  | 7  | -86  |
| 6.  | Gimnástico de Viña del Mar | 10   | 10 | 0  | 10 | -170 |

### Grupo Sur
| Pos | Equipo                     | PTOS | PJ | PG | PP | DIF  |
| --- | -------------------------- | ---- | -- | -- | -- | ---- |
| 1.  | Escuela Paillaco           | 19   | 10 | 9  | 1  | 238  |
| 2.  | Universidad de Concepción  | 18   | 10 | 8  | 2  | 192  |
| 3.  | Español de Punta Arenas    | 16   | 10 | 6  | 4  | 4    |
| 4.  | Universidad de la Frontera | 15   | 10 | 5  | 5  | 16   |
| 5.  | Club Deportivo UCSC        | 12   | 10 | 2  | 8  | -97  |
| 6.  | CEB Puerto Montt           | 10   | 10 | 0  | 10 | -353 |

|  | Clasificados a la siguiente fase del torneo. |

## Fixture

### Grupo Centro
| Sergio Ceppi | 43-60 | Puente Alto | Gimnasio CEO 2 | 14 de abril | 12:00 |

| Sportiva Italiana | 70-72 | Sergio Ceppi        | Gimnasio Fortín Prat      | 21 de abril | 11:30 |
| U de Chile        | 65-35 | Gimnástico Femenino | Gimnasio CEO 2            | 21 de abril | 12:00 |
| Puente Alto       | 56-66 | Colegio Los Leones  | Municipal Irene Velásquez | 21 de abril | 17:00 |

| Colegio Los Leones    | 81-84 | Sportiva Italiana | Colegio Los Leones    | 27 de abril | 16:30 |
| Sergio Ceppi          | 68-66 | Gimnástico Viña   | Gimnasio Sergio Ceppi | 27 de abril | 20:00 |
| Municipal Puente Alto | 31-66 | U de Chile        | Gimnasio CEO 2        | 28 de abril | 12:00 |

| Gimnástico Viña   | 56-76 | Sportiva Italiana  | Gimnasio Arlegui | 1 de mayo | 20:00 |
| Gimnástico Viña   | 69-79 | Colegio Los Leones | Gimnasio Arlegui | 4 de mayo | 20:00 |
| Sportiva Italiana | 89-62 | Puente Alto        | Fortín Prat      | 5 de mayo | 12:00 |

| Puente Alto        | 66-62 | Gimnástico Viña | Municipal Irene Velásquez | 11 de mayo | 20:30 |
| Colegio Los Leones | 71-41 | Sergio Ceppi    | Colegio Los Leones        | 12 de mayo | 18:00 |

| Sportiva Italiana | 66-56 | Gimnástico Viña | Fortín Prat    | 18 de mayo | 15:00 |
| Puente Alto       | 49-58 | Sergio Ceppi    | Gimnasio CEO 2 | 19 de mayo | 12:00 |

| U de Chile         | 56-49 | Sportiva Italiana | Gimnasio CEO 2     | 23 de mayo | 20:00 |
| Colegio Los Leones | 79-70 | Puente Alto       | Colegio Los Leones | 25 de mayo | 12:30 |
| Gimnástico Viña    | 49-70 | U de Chile        | Gimnasio Arlegui   | 25 de mayo | 20:00 |
| Sergio Ceppi       | 69-74 | Sportiva Italiana | Gimnasio CEO 2     | 26 de mayo | 12:00 |

| Sportiva Italiana   | -     | Colegio Los Leones | Gimnasio Fortín Prat | 1 de junio | 12:00 |
| Gimnástico Femenino | 66-69 | Sergio Ceppi       | Arena Arlegui        | 1 de junio | 20:00 |
| U de Chile          | 84-52 | Puente Alto        | Gmnasio CEO 2        | 2 de junio | 12:00 |

| Colegio Los Leones | 90-46 | Gimnasio Femenino | Colegio Los Leones        | 8 de junio | 19:00 |  |
| Sergio Ceppi       | 40-82 | U de Chile        | Gimnasio Sergio Ceppi     | 8 de junio | 17:00 |  |
| Puente Alto        | 65-76 | Sportiva Italiana | Municipal Irene Velasquez | 8 de junio | 19:00 |  |

| U de Chile        | 73-51 | Sergio Ceppi       | Gimnasio CEO 2       | 11 de junio | 20:00 |
| Sportiva Italiana | 71-62 | Colegio Los Leones | Arena Arlegui        | 12 de junio | 20:45 |
| Sportiva Italiana | 77-69 | U de Chile         | Gimnasio Fortín Prat | 15 de junio | 19:00 |
| Gimnasio Femenino | 43-69 | Puente Alto        | Arena Arlegui        | 15 de junio | 20:00 |
| Sergio Ceppi      | 63-81 | Colegio Los Leones | Gimnasio CEO 2       | 16 de junio | 12:00 |

| U de Chile         | 70-69 | Colegio Los Leones | Gimnasio CEO 2     | 20 de junio | 20:00 |
| Colegio Los Leones | 88-79 | U de Chile         | Colegio Los Leones | 23 de junio | 19:00 |

### Grupo Sur
| UFRO | 65-59 | U. Santísimas Concepción | Gimnasio Olímpico UFRO | 13 de abril | 18:00 |

| UCSC             | 65-81 | UdeC             | Gimnasio UCSC      | 20 de abril | 19:00 |
| CEB Puerto Montt | 44-92 | Alemana Paillaco | Gimnasio Municipal | 20 de abril | 20:30 |

| CEB Puerto Montt | 50-60 | Español de Punta Arenas | Gimnasio Municipal | 26 de abril | 20:00 |
| UdeC             | 59-63 | UFRO                    | Casa del Deporte   | 27 de abril | 17:00 |
| Escuela Paillaco | 84-72 | UCSC                    | Gimnasio Municipal | 27 de abril | 19:00 |
| Escuela Paillaco | 75-61 | Español Punta Arenas    | Gimnasio Municipal | 28 de abril | 19:30 |

| CD UCSC | 93-56  | CEB Puerto Montt | Gimnasio UCSC     | 4 de mayo | 19:00 |
| UFRO    | 64-80  | Escuela Alemana  | Gimnasio Olímpico | 4 de mayo | 18:00 |
| UdeC    | 104-50 | CEB Puerto Montt | Casa del Deporte  | 5 de mayo | 12:00 |

| Español de Punta Arenas | 74-56 | UFRO | Gimnasio Fiscal       | 11 de mayo | 17:00 |
| Escuela Alemana         | 80-58 | UdeC | Gimnasio Municipal    | 11 de mayo | 18:00 |
| Español de Punta Arenas | 74-79 | UdeC | Gimnasio Mario Torres | 12 de mayo | 17:00 |

| CD UCSC          | -      | UFRO    | Gimnasio UCSC      | 18 de mayo | 19:00 |
| CEB Puerto Montt | 48-100 | UdeC    | Gimnasio Municipal | 18 de mayo | 19:30 |
| CEB Puerto Montt | 40-72  | UFRO    | Gimnasio Municipal | 21 de mayo | 19:00 |
| UdeC             | 95-59  | CD UCSC | Casa del Deporte   | 22 de mayo | 18:00 |

| Escuela Alemana | 95-43 | CEB Puerto Montt | Gimnasio Municipal | 25 de mayo | 18:00 |

| Español de Punta Arenas | 75-64 | CD UCSC                 | Gimnasio Municipal Mario Torres | 31 de mayo | 20:00 |
| CEP Puerto Montt        | 47-69 | CD UCSC                 | Gimnasio Puerto Montt           | 1 de junio | 20:00 |
| Español de Punta Arenas | 75-89 | Alemana Paillaco        | Gimnasio Municipal Mario Torres | 1 de junio | 20:00 |
| UFRO                    | 82-86 | Español de Punta Arenas | Gimnasio Olímpico               | 2 de junio | 17:00 |

| CD UCSC                 | -     | Alemana Paillaco | UC de la SC                      | 8 de junio | 19:00      |       |
| Español de Punta Arenas | 82-50 | CEB Puerto Montt | Conferencia Deportiva Magallanes | 8 de junio | 9 de junio | 17:00 |
| UFRO                    | 55-57 | UdeC             | Gimnasio UFRO                    | 9 de junio |            | 17:00 |

| UdeC             | 93-42 | Español de Punta Arenas | Casa del Deporte    | 15 de junio | 19:00 |
| Alemana Paillaco | 90-70 | UFRO                    | Municipal Paillaco  | 16 de junio | 17:00 |
| CD UCSC          | 47-60 | Español de Punta Arenas | Colegio San Ignacio | 16 de junio | 17:45 |

| CD UCSC | 60-102 | Alemana Paillaco | Club Deportivo Huachipato | 22 de junio | 18:30 |
| UdeC    | 75-73  | Alemana Paillaco | Casa del Deporte          | 23 de junio | 15:00 |
| UFRO    | 63-49  | CEB Puerto Montt | Gimnasio Olímpico         | 23 de junio | 16:00 |

## Play-Offs

### Escuela Alemana Paillaco vs CD UFRO
| 29 de junio de 2024 Partido 1                  | Escuela Alemana Paillaco | 89–67 (Series: 1-0) | CD UFRO |  |  |  |
| 20:15                                          |                          |                     |         |  |  |  |
|                                                |                          |                     |         |  |  |  |
| Escuela Alemana Paillaco lidera la serie, 1-0. |                          |                     |         |  |  |  |
|                                                |                          |                     |         |  |  |  |

| 5 de julio de 2024 Partido 2                 | CD UFRO | 68–72 (Series: 0-2) | Escuela Alemana Paillaco |  |  |  |
| 13:00                                        |         |                     |                          |  |  |  |
|                                              |         |                     |                          |  |  |  |
| Escuela Alemana Paillaco gana la serie, 2-0. |         |                     |                          |  |  |  |
|                                              |         |                     |                          |  |  |  |

### CD U de Chile vs Colegio Los Leones
| 30 de junio de 2024 Partido 1       | CD U de Chile | 75–60 (Series: 1-0) | Colegio Los Leones |  |  |  |
| 12:00                               |               |                     |                    |  |  |  |
|                                     |               |                     |                    |  |  |  |
| CD U de Chile lidera la serie, 1-0. |               |                     |                    |  |  |  |
|                                     |               |                     |                    |  |  |  |

| 5 de julio de 2024 Partido 2 | Colegio Los Leones | 70–66 (Series: 1-1) | CD U de Chile |  |  |  |
| 20:00                        |                    |                     |               |  |  |  |
|                              |                    |                     |               |  |  |  |
| serie igualada, 1-1.         |                    |                     |               |  |  |  |
|                              |                    |                     |               |  |  |  |

| 7 de julio de 2024 Partido 3           | CD U de Chile | 89–92 (Series: 1-2) | Colegio Los Leones |  |  |  |
| 12:00                                  |               |                     |                    |  |  |  |
|                                        |               |                     |                    |  |  |  |
| Colegio los Leones gana la serie, 2-1. |               |                     |                    |  |  |  |
|                                        |               |                     |                    |  |  |  |

### Sportiva Italiana vs CD Sergio Ceppi
| 30 de junio de 2024 Partido 1           | Sportiva Italiana | 81–53 (Series: 1-0) | CD Sergio Ceppi |  |  |  |
| 15:00                                   |                   |                     |                 |  |  |  |
|                                         |                   |                     |                 |  |  |  |
| Sportiva Italiana lidera la serie, 1-0. |                   |                     |                 |  |  |  |
|                                         |                   |                     |                 |  |  |  |

| 5 de julio de 2024 Partido 2          | CD Sergio Ceppi | 47–85 (Series: 0-2) | Sportiva Italiana |  |  |  |
| 19:30                                 |                 |                     |                   |  |  |  |
|                                       |                 |                     |                   |  |  |  |
| Sportiva Italiana gana la serie, 2-0. |                 |                     |                   |  |  |  |
|                                       |                 |                     |                   |  |  |  |

### CD UDEC vs CD Español Punta Arenas
| 5 de julio de 2024 Partido 1  | CD UDEC | 86–54 (Series: 1-0) | CD Español Punta Arenas |  |  |  |
| 20:00                         |         |                     |                         |  |  |  |
|                               |         |                     |                         |  |  |  |
| CD UDEC lidera la serie, 1-0. |         |                     |                         |  |  |  |
|                               |         |                     |                         |  |  |  |

| 7 de julio de 2024 Partido 2 | CD Español Punta Arenas | 57–89 (Series: 0-2) | CD UDEC |  |  |  |
| 18:00                        |                         |                     |         |  |  |  |
|                              |                         |                     |         |  |  |  |
| CD UDEC gana la serie, 2-0.  |                         |                     |         |  |  |  |
|                              |                         |                     |         |  |  |  |

## Cuadrangular
A disputarse en el Gimnasio CEO 2 de Santiago durante julio de 2024.
| Pos | Equipos                   | Pts | PJ | PG | PP | Dif |
| --- | ------------------------- | --- | -- | -- | -- | --- |
| 1   | Sportiva Italiana         | 5   | 3  | 2  | 1  | 10  |
| 2   | Colegio Los Leones        | 5   | 3  | 2  | 1  | 32  |
| 3   | Universidad de Concepción | 4   | 3  | 1  | 2  | -16 |
| 4   | Alemana Paillaco          | 4   | 3  | 1  | 2  | -26 |

     Campeón.

### Resultados
El torneo se desarrolló del 12 al 14 de julio de 2024.
| Fecha | Día   | Local                 | Resultado | Visitante                 |
| ----- | ----- | --------------------- | --------- | ------------------------- |
| 1     | 12/07 | Sportiva Italiana     | 71-58     | Universidad de Concepción |
| 1     | 12/07 | CD Colegio los leones | 82-53     | Escuela Alemana           |
| 2     | 13/07 | Sportiva Italiana     | 79-85     | Escuela Alemana           |
| 2     | 13/07 | CD Colegio los leones | 76-70     | Universidad de Concepción |
| 3     | 14/07 | Escuela Alemana       | 80-83     | Universidad de Concepción |
| 3     | 14/07 | CD Colegio los leones | 77-80     | Sportiva Italiana         |

## Campeón
|                   |
| Sportiva Italiana |
|                   |
| 6.to título       |

## Liga Femenina de las Américas
| Equipo       | Vía                |
| ------------ | ------------------ |
| Bandera de ? | Campeón de la Liga |

## Liga Sudamericana Femenina
| Equipo       | Vía                |
| ------------ | ------------------ |
| Bandera de ? | Campeón de la Liga |